# Seseli sedae
Seseli sedae är en flockblommig växtart som beskrevs av Armen Tachtadzjan. Seseli sedae ingår i släktet säfferötter, och familjen flockblommiga växter. Inga underarter finns listade i Catalogue of Life.